# Верін Сзнек
Верін Сзнек (вірм. Վերին Սզնեք), Верін Сизнек (азерб. Verin Sıznek) — село у Аскеранському районі Нагірно-Карабаської Республіки. Село розташоване на річці Варанда, на південний схід від Степанакерта, неподалік від траси Степанакерт — Гадрут.

## Пам'ятки
- В селі розташована церква Сурб Аствацацін XVIII ст. (Святої Богородиці), кладовище (XVI—XIX ст.), джерело (XIX ст.).